# 觉旦寺
觉旦寺，位于西藏自治区拉萨市林周县阿朗乡阿堆村，是一座藏传佛教格鲁派寺院。

## 简介
觉旦寺位于西藏自治区拉萨市林周县阿朗乡阿堆村，为藏传佛教寺院。
2012年，该寺的僧人卡桑被评为西藏自治区爱国守法先进僧尼。